# Emergency (ONG)
Emergency es una organización humanitaria italiana, fundada el 15 de mayo de 1994 en Milán por Gino Strada y su esposa Teresa Sarti, junto con Carlo Garbagnati. Obtuvo el estatus legal sin fines de lucro de la organización social (ONLUS) en 1998 y no gubernamentales (ONG) en 1999. Desde 2006, Emergency es un socio oficial del Departamento de Información Pública de la ONU.